# Milan Stehlík
Milan Stehlík (13. dubna 1944 Mladá Boleslav, Protektorát Čechy a Morava – 2. srpna 2021 Mělník) byl český filmový a divadelní herec a dabér.

## Rodina, studium
Narodil se v Mladé Boleslavi do rodiny režiséra a dramaturga Miloslava Stehlíka a herečky Věry Budilové. Jeho manželkou byla herečka Ivana Vondrovicová (1944–2025), s níž měl dceru Barboru. Studoval na DAMU (absolvoval v roce 1966).

## Divadelní kariéra
Jeho prvním angažmá bylo účinkování v Městských divadlech pražských (1966–1970). V letech 1970 až 2019 byl členem Činohry Národního divadla. Vidět jsme jej mohli v takových hrách, jakými jsou Zadržitelný vzestup Arthura Uie, Naši furianti, Rok na vsi, Sluha dvou pánů, Audience u královny nebo Sen noci čarovné.
Hostoval mj. v Divadle v Celetné a ve Strašnickém divadle.

## Citát
Teď často myslím třeba na Milánka Stehlíka, který je pro mě obrovskou inspirací ve své skromnosti, naprosté profesionalitě i pokoře. Ve všech rolích, ve kterých jsem ho viděla, byl vždycky naprosto přesný. Skvělý herec a jedinečný člověk.
Jana Pidrmanová

## Práce pro rozhlas
- 1994 Robert Louis Stevenson: Podivný případ Dr. Jekylla a pana Hyda.[10]
- 1999 Karel Poláček: U zlatého havrana. Rozhlasová hra, dramatizace Jiří Hubička, režie Ivan Chrz, hráli: Jan Hartl, Stanislav Fišer, Jan Kraus, Jiří Ornest, Václav Knop, Jan Skopeček, Petr Nárožný, Milan Stehlík, Miroslav Donutil, Daniela Sochorová, Petr Mandel, Petr Šplíchal, Vladislav Knapp a Milan Křivohlavý.

## Televizní a filmová kariéra
Poprvé se objevil před kamerou v roce 1966 v televizním filmu Dobrodružství Huckleberryho Finna – Král a vévoda. Následně byl obsazován především do televizních filmů a seriálů. K těm nejznámějším patří Princ a chuďas, Třicet případů majora Zemana nebo Anglické jahody.
Věnoval se také dabingu a českému divákovi může být jeho hlas znám např. z nadabování postavy Vilíka ze seriálu Včelka Mája.

## Filmografie

### Filmy
- 1967 – Ta naše povaha česká
- 1971 – Svědectví mrtvých očí, Člověk není sám
- 1977 – Sázka na třináctku
- 2008 – Anglické jahody

### Televizní filmy
- 1966 – Dobrodružství Huckleberryho Finna – Král a vévoda; Dobrodružství Huckleberryho Finna – Jak jsme osvobozovali Jima
- 1968 – České pohádky: O dvou poutnících
- 1969 – Učedník kouzelníka Čáryfuka
- 1971 – Princ a chuďas
- 1974 – Chytrost má děravé šaty
- 1975 – Jak se ševcem šili čerti
- 1976 – Nezbedná pohádka
- 1977 – Paličova dcera, O líném Honzovi
- 1979 – O chudém královstvíčku
- 1980 – Loupežnická pohádka
- 1982 – Děkuju, pane profesore
- 1983 – Hodina splněných přání
- 1984 – Čertův švagr
- 1985 – Jubileum
- 1986 – O rybáři a rybce, O Popelákovi
- 1987 – Zatmění všech sluncí, Kouzelný cedníček, Jak se princ učil řemeslu, Hádání s Hadovkou
- 1990 – Princezna Slonbidlo, Pernikářka a větrný mládenec, O hloupé havířce
- 1991 – Princezna za dukát, Noc pastýřů
- 1993 – Il Giovane Mussolini
- 1994 – O zlatém pokladu
- 1997 – Celý muž
- 1998 – Smůla
- 2001 – Brnění a rolničky

### Seriály
- 1974 – Třicet případů majora Zemana
- 1984 – Rozpaky kuchaře Svatopluka
- 1986 – Zlá krev, My holky z městečka
- 1992 – Hříchy pro pátera Knoxe
- 1993 – Arabela se vrací aneb Rumburak králem Říše pohádek
- 1994 – Laskavý divák promine
- 1997 – Pražský písničkář
- 2005 – 3 plus 1 s Miroslavem Donutilem